# Bundestagswahlkreis Neuss I
Der  Bundestagswahlkreis Neuss I (Wahlkreis 107; bis zur Bundestagswahl 2021 Wahlkreis 108) liegt in Nordrhein-Westfalen und umfasst die zum Rhein-Kreis Neuss gehörenden Gemeinden Neuss, Grevenbroich, Dormagen und Rommerskirchen. Von 1949 bis 1965 hieß der Wahlkreis Neuss  – Grevenbroich und von 1965 bis 1980 Neuss  – Grevenbroich I.

## Wahlkreisgeschichte
| Wahl      | Wahlkreisname           | Gebiet |
| --------- | ----------------------- | --- |
| 1949      | 21 Neuss-Grevenbroich   | Neuss, Kreis Grevenbroich |
| 1953–1961 | 80 Neuss-Grevenbroich   | Neuss, Kreis Grevenbroich |
| 1965–1969 | 77 Neuss-Grevenbroich I | Neuss, vom Kreis Grevenbroich die Gemeinden Büderich, Büttgen, Dormagen, Glehn, Gohr, Hackenbroich, Holzheim, Kaarst, Kleinenbroich, Korschenbroich, Liedberg, Neukirchen, Nievenheim, Norf, Pesch, Rosellen, Straberg und Zons                                      |
| 1972–1976 | 77 Neuss-Grevenbroich I | Neuss, vom Kreis Grevenbroich die Gemeinden Büttgen, Dormagen, Glehn, Gohr, Holzheim, Kaarst, Kleinenbroich, Korschenbroich, Liedberg, Meerbusch, Neukirchen, Nievenheim, Norf, Pesch, Rosellen, Straberg und Zons (alle mit dem Gebietsstand vom 31. Dezember 1974) |
| 1980–1998 | 76 Neuss I              | vom Kreis Neuss die Gemeinden Neuss und Dormagen |
| 2002–2009 | 109 Neuss I             | vom Rhein-Kreis Neuss die Gemeinden Neuss, Dormagen, Grevenbroich und Rommerskirchen |
| 2013–2021 | 108 Neuss I             | vom Rhein-Kreis Neuss die Gemeinden Neuss, Dormagen, Grevenbroich und Rommerskirchen |
| 2025–     | 107 Neuss I             | vom Rhein-Kreis Neuss die Gemeinden Neuss, Dormagen, Grevenbroich und Rommerskirchen |

## Wahlkreisabgeordnete
| Wahl | Abgeordneter | Abgeordneter             | Partei | Stimmen in % |
| ---- | ------------ | ------------------------ | ------ | ------------ |
| 1949 |              | Richard Muckermann       | CDU    | 47,3         |
| 1953 | 63,2         | Richard Muckermann       | CDU    |              |
| 1957 | 67,1         | Richard Muckermann       | CDU    |              |
| 1961 |              | Josef Rommerskirchen     | CDU    | 59,1         |
| 1965 | 58,8         | Josef Rommerskirchen     | CDU    |              |
| 1969 | 52,3         | Josef Rommerskirchen     | CDU    |              |
| 1972 | 48,3         | Josef Rommerskirchen     | CDU    |              |
| 1976 |              | Heinz Günther Hüsch      | CDU    | 51,4         |
| 1980 | 47,3         | Heinz Günther Hüsch      | CDU    |              |
| 1983 | 53,9         | Heinz Günther Hüsch      | CDU    |              |
| 1987 | 49,5         | Heinz Günther Hüsch      | CDU    |              |
| 1990 |              | Bertold Mathias Reinartz | CDU    | 50,2         |
| 1994 | 49,5         | Bertold Mathias Reinartz | CDU    |              |
| 1998 |              | Hermann Gröhe            | CDU    | 45,9         |
| 2002 |              | Kurt Bodewig             | SPD    | 44,7         |
| 2005 |              | Hermann Gröhe            | CDU    | 47,5         |
| 2009 | 47,8         | Hermann Gröhe            | CDU    |              |
| 2013 | 51,6         | Hermann Gröhe            | CDU    |              |
| 2017 | 44,0         | Hermann Gröhe            | CDU    |              |
| 2021 | 35,8         | Hermann Gröhe            | CDU    |              |
| 2025 |              | Carl-Philipp Sassenrath  | CDU    | 36,3         |

## Wahlergebnisse

### Bundestagswahl 2025
| Kandidaten                                             | Kandidaten                           | Parteien/Listen       | Erststimmen | Erststimmen | Zweitstimmen | Zweitstimmen |
| Kandidaten                                             | Kandidaten                           | Parteien/Listen       | Stimmen     | %           | Stimmen      | %            |
| ------------------------------------------------------ | ------------------------------------ | --------------------- | ----------- | ----------- | ------------ | ------------ |
|                                                        | Daniel Rinkert                       | SPD                   | 46.410      | 27,1        | 32.057       | 18,6         |
|                                                        | Carl-Philipp Sassenrathgewählt im WK | CDU                   | 62.250      | 36,3        | 56.600       | 32,9         |
|                                                        | Katharina Janetta                    | Bündnis 90/Die Grünen | 14.559      | 8,5         | 18.439       | 10,7         |
|                                                        | Bijan Djir-Sarai                     | FDP                   | 7.267       | 4,2         | 9.019        | 5,2          |
|                                                        | Marcel Titzer                        | AfD                   | 29.039      | 16,9        | 29.147       | 16,9         |
|                                                        | Roland Sperling                      | Die Linke             | 12.035      | 7,0         | 12.781       | 7,4          |
|                                                        | –                                    | Freie Wähler          | –           | –           | 706          | 0,4          |
|                                                        | –                                    | Tierschutzpartei      | –           | –           | 2.418        | 1,4          |
|                                                        | –                                    | dieBasis              | –           | –           | 499          | 0,3          |
|                                                        | –                                    | Die PARTEI            | –           | –           | 919          | 0,5          |
|                                                        | –                                    | Todenhöfer            | –           | –           | 418          | 0,2          |
|                                                        | –                                    | Volt                  | –           | –           | 1.023        | 0,6          |
|                                                        | –                                    | MLPD                  | –           | –           | 49           | 0,0          |
|                                                        | –                                    | PdF                   | –           | –           | 329          | 0,2          |
|                                                        | –                                    | Bündnis Deutschland   | –           | –           | 176          | 0,1          |
|                                                        | –                                    | BSW                   | –           | –           | 7.389        | 4,3          |
|                                                        | –                                    | MERA25                | –           | –           | 87           | 0,1          |
|                                                        | –                                    | WerteUnion            | –           | –           | 125          | 0,1          |
| Gesamt                                                 | Gesamt                               | Gesamt                | 171.560     | 100         | 172.181      | 100          |
|                                                        |                                      |                       |             |             |              |              |
| Ungültige Stimmen                                      | Ungültige Stimmen                    | Ungültige Stimmen     | 1.601       | 0,9         | 980          | 0,6          |
| Wähler                                                 | Wähler                               | Wähler                | 173.161     | 82,1        | 173.161      | 82,1         |
| Wahlberechtigte                                        | Wahlberechtigte                      | Wahlberechtigte       | 210.819     |             | 210.819      |              |
|                                                        |                                      |                       |             |             |              |              |
| Quellen: Die Bundeswahlleiterin, Kandidaten – Ergebnis |                                      |                       |             |             |              |              |

### Bundestagswahl 2021
| Kandidaten                                            | Kandidaten                 | Parteien/Listen      | Erststimmen | Erststimmen | Zweitstimmen | Zweitstimmen |
| Kandidaten                                            | Kandidaten                 | Parteien/Listen      | Stimmen     | %           | Stimmen      | %            |
| ----------------------------------------------------- | -------------------------- | -------------------- | ----------- | ----------- | ------------ | ------------ |
|                                                       | Hermann Gröhegewählt im WK | CDU                  | 57.445      | 35,8        | 48.166       | 29,9         |
|                                                       | Daniel Rinkert             | SPD                  | 51.391      | 32,0        | 43.760       | 27,2         |
|                                                       | Bijan Djir-Sarai           | FDP                  | 12.932      | 8,1         | 20.333       | 12,6         |
|                                                       | Stefan Hrdy                | AfD                  | 10.801      | 6,7         | 11.298       | 7,0          |
|                                                       | Petra Schenke              | GRÜNE                | 18.051      | 11,2        | 21.951       | 13,6         |
|                                                       | Falk vom Dorff             | DIE LINKE            | 4.153       | 2,6         | 4.771        | 3,0          |
|                                                       | Lisa Granderath            | Die PARTEI           | 3.617       | 2,3         | 1.774        | 1,1          |
|                                                       | –                          | Tierschutzpartei     | –           | –           | 2.367        | 1,5          |
|                                                       | –                          | PIRATEN              | –           | –           | 607          | 0,4          |
|                                                       | –                          | FREIE WÄHLER         | –           | –           | 861          | 0,5          |
|                                                       | –                          | NPD                  | –           | –           | 132          | 0,1          |
|                                                       | –                          | ÖDP                  | –           | –           | 108          | 0,1          |
|                                                       | –                          | V-Partei³            | –           | –           | 149          | 0,1          |
|                                                       | –                          | Gesundheitsforschung | –           | –           | 231          | 0,1          |
|                                                       | –                          | MLPD                 | –           | –           | 29           | 0,0          |
|                                                       | –                          | Die Humanisten       | –           | –           | 125          | 0,1          |
|                                                       | –                          | DKP                  | –           | –           | 44           | 0,0          |
|                                                       | –                          | SGP                  | –           | –           | 25           | 0,0          |
|                                                       | Bastian Schönbeck          | dieBasis             | 2.052       | 1,3         | 1.748        | 1,1          |
|                                                       | –                          | Bündnis C            | –           | –           | 61           | 0,0          |
|                                                       | –                          | du.                  | –           | –           | 72           | 0,0          |
|                                                       | –                          | LIEBE                | –           | –           | 234          | 0,1          |
|                                                       | –                          | LKR                  | –           | –           | 31           | 0,0          |
|                                                       | –                          | PdF                  | –           | –           | 50           | 0,0          |
|                                                       | –                          | LfK                  | –           | –           | 166          | 0,1          |
|                                                       | –                          | Team Todenhöfer      | –           | –           | 1.393        | 0,9          |
|                                                       | –                          | Volt                 | –           | –           | 480          | 0,3          |
|                                                       | Ernst Herbert              | Einzelbewerber a     | 120         | 0,1         | –            | –            |
| Gesamt                                                | Gesamt                     | Gesamt               | 160.562     | 100         | 160.966      | 100          |
|                                                       |                            |                      |             |             |              |              |
| Ungültige Stimmen                                     | Ungültige Stimmen          | Ungültige Stimmen    | 1.605       | 1,0         | 1.201        | 0,7          |
| Wähler                                                | Wähler                     | Wähler               | 162.167     | 76,0        | 162.167      | 76,0         |
| Wahlberechtigte                                       | Wahlberechtigte            | Wahlberechtigte      | 213.250     |             | 213.250      |              |
|                                                       |                            |                      |             |             |              |              |
| Quellen: Die Bundeswahlleiterin, Kandidaten – Stimmen |                            |                      |             |             |              |              |

### Bundestagswahl 2017
| Gegenstand der Nachweisung | Gegenstand der Nachweisung | Erst- stimmen | Erst- stimmen | Zweit- stimmen | Zweit- stimmen |
| Bewerber                   | Partei                     | Anzahl        | %             | Anzahl         | %              |
| -------------------------- | -------------------------- | ------------- | ------------- | -------------- | -------------- |
| Wahlberechtigte            | Wahlberechtigte            | 214.779       | 100,0         | 214.779        | 100,0          |
| Wähler                     | Wähler                     | 160.050       | 74,5          | 160.050        | 74,5           |
| Ungültige Stimmen          | Ungültige Stimmen          | 1.758         | 1,1           | 1.275          | 0,8            |
| Gültige Stimmen            | Gültige Stimmen            | 158.292       | 100,0         | 158.775        | 100,0          |
| davon                      |                            |               |               |                |                |
| Hermann Gröhe              | CDU                        | 69.658        | 44,0          | 56.983         | 35,9           |
| Daniel Rinkert             | SPD                        | 45.314        | 28,6          | 37.438         | 23,6           |
| Peter Gehrmann             | GRÜNE                      | 8.131         | 5,1           | 9.583          | 6,0            |
| Roland Sperling            | DIE LINKE                  | 8.535         | 5,4           | 9.895          | 6,2            |
| Bijan Djir-Sarai           | FDP                        | 11.471        | 7,2           | 23.585         | 14,9           |
| Dirk Helmut Kranefuß       | AfD                        | 13.675        | 8,6           | 14.887         | 9,4            |
|                            | PIRATEN                    | –             | –             | 723            | 0,5            |
|                            | NPD                        | –             | –             | 335            | 0,2            |
|                            | Die PARTEI                 | –             | –             | 1.225          | 0,8            |
| Annette Anni Gisela Elster | FREIE WÄHLER               | 1.508         | 1,0           | 553            | 0,3            |
|                            | Volksabstimmung            | –             | –             | 141            | 0,1            |
|                            | ÖDP                        | –             | –             | 159            | 0,1            |
|                            | MLPD                       | –             | –             | 82             | 0,1            |
|                            | SGP                        | –             | –             | 13             | 0,0            |
|                            | ADD                        | –             | –             | 848            | 0,5            |
|                            | BGE                        | –             | –             | 163            | 0,1            |
|                            | DiB                        | –             | –             | 222            | 0,1            |
|                            | DKP                        | –             | –             | 28             | 0,0            |
|                            | DM                         | –             | –             | 158            | 0,1            |
|                            | Die Humanisten             | –             | –             | 102            | 0,1            |
|                            | Gesundheitsforschung       | –             | –             | 141            | 0,1            |
|                            | Tierschutzpartei           | –             | –             | 1.313          | 0,8            |
|                            | V-Partei³                  | –             | –             | 198            | 0,1            |

### Bundestagswahl 2013
| Gegenstand der Nachweisung  | Gegenstand der Nachweisung | Erst- stimmen | Erst- stimmen | Zweit- stimmen | Zweit- stimmen |
| Bewerber                    | Partei                     | Anzahl        | %             | Anzahl         | %              |
| --------------------------- | -------------------------- | ------------- | ------------- | -------------- | -------------- |
| Wahlberechtigte             | Wahlberechtigte            | 214.614       | 100,0         | 214.614        | 100,0          |
| Wähler                      | Wähler                     | 154.444       | 72,0          | 154.444        | 72,0           |
| Ungültige Stimmen           | Ungültige Stimmen          | 1.878         | 1,2           | 1.635          | 1,1            |
| Gültige Stimmen             | Gültige Stimmen            | 152.566       | 100,0         | 152.809        | 100,0          |
| davon                       |                            |               |               |                |                |
| Hermann Gröhe               | CDU                        | 78.712        | 51,6          | 69.480         | 45,5           |
| Klaus Krützen               | SPD                        | 46.619        | 30,6          | 42.604         | 27,9           |
| Bijan Djir-Sarai            | FDP                        | 3.507         | 2,3           | 9.418          | 6,2            |
| Lars Erik Schellhas         | GRÜNE                      | 7.226         | 4,7           | 9.363          | 6,1            |
| Walter Hans Rogel-Obermanns | DIE LINKE                  | 5.983         | 3,9           | 7.606          | 5,0            |
| Bianca Staubitz             | PIRATEN                    | 3.891         | 2,6           | 3.666          | 2,4            |
| Reinhold Schäben            | NPD                        | 1.665         | 1,1           | 1.503          | 1,0            |
|                             | REP                        | –             | –             | 226            | 0,1            |
|                             | Bündnis 21/RRP             | –             | –             | 92             | 0,1            |
|                             | Volksabstimmung            | –             | –             | 297            | 0,2            |
|                             | ÖDP                        | –             | –             | 187            | 0,1            |
|                             | MLPD                       | –             | –             | 39             | 0,0            |
|                             | BüSo                       | –             | –             | 43             | 0,0            |
|                             | PSG                        | –             | –             | 39             | 0,0            |
| Bodo Dirk Aßmuth            | AfD                        | 4.155         | 2,7           | 6.276          | 4,1            |
|                             | BIG                        | –             | –             | 201            | 0,1            |
|                             | pro Deutschland            | –             | –             | 358            | 0,2            |
|                             | DIE RECHTE                 | –             | –             | 26             | 0,0            |
| Carsten Thiel               | FREIE WÄHLER               | 808           | 0,5           | 646            | 0,4            |
|                             | Nichtwähler                | –             | –             | 168            | 0,1            |
|                             | PDV                        | –             | –             | 107            | 0,1            |
|                             | Die PARTEI                 | –             | –             | 464            | 0,3            |

### Bundestagswahl 2009
| Gegenstand der Nachweisung | Gegenstand der Nachweisung | Erst- stimmen | Erst- stimmen | Zweit- stimmen | Zweit- stimmen |
| Bewerber                   | Partei                     | Anzahl        | %             | Anzahl         | %              |
| -------------------------- | -------------------------- | ------------- | ------------- | -------------- | -------------- |
| Wahlberechtigte            | Wahlberechtigte            | 213.950       | 100,0         | 213.950        | 100,0          |
| Wähler                     | Wähler                     | 149.942       | 70,1          | 149.942        | 70,1           |
| Ungültige Stimmen          | Ungültige Stimmen          | 1.966         | 1,3           | 1.695          | 1,1            |
| Gültige Stimmen            | Gültige Stimmen            | 147.976       | 100,0         | 148.247        | 100,0          |
| davon                      |                            |               |               |                |                |
| Hubert Eßer                | SPD                        | 43.614        | 29,5          | 36.812         | 24,8           |
| Hermann Gröhe              | CDU                        | 70.787        | 47,8          | 55.419         | 37,4           |
| Bijan Djir-Sarai           | FDP                        | 12.763        | 8,6           | 25.944         | 17,5           |
| Ingo Kolmorgen             | GRÜNE                      | 9.935         | 6,7           | 12.133         | 8,2            |
| Felizitas Wennmacher       | DIE LINKE                  | 8.709         | 5,9           | 9.755          | 6,6            |
| Reinhold Schäben           | NPD                        | 2.168         | 1,5           | 1.543          | 1,0            |
|                            | Die Tierschutzpartei       | –             | –             | 989            | 0,7            |
|                            | FAMILIE                    | –             | –             | 813            | 0,5            |
|                            | REP                        | –             | –             | 530            | 0,4            |
|                            | Volksabstimmung            | –             | –             | 133            | 0,1            |
|                            | MLPD                       | –             | –             | 30             | 0,0            |
|                            | PSG                        | –             | –             | 22             | 0,0            |
|                            | ZENTRUM                    | –             | –             | 509            | 0,3            |
|                            | BüSo                       | –             | –             | 22             | 0,0            |
|                            | DVU                        | –             | –             | 85             | 0,1            |
|                            | ödp                        | –             | –             | 107            | 0,1            |
|                            | PIRATEN                    | –             | –             | 2.556          | 1,7            |
|                            | RRP                        | –             | –             | 242            | 0,2            |
|                            | RENTNER                    | –             | –             | 603            | 0,4            |

### Bundestagswahl 2005
| Gegenstand der Nachweisung | Gegenstand der Nachweisung | Erst- stimmen | Erst- stimmen | Zweit- stimmen | Zweit- stimmen |
| Bewerber                   | Partei                     | Anzahl        | %             | Anzahl         | %              |
| -------------------------- | -------------------------- | ------------- | ------------- | -------------- | -------------- |
| Wahlberechtigte            | Wahlberechtigte            | 212.741       | 100,0         | 212.741        | 100,0          |
| Wähler                     | Wähler                     | 164.493       | 77,3          | 164.493        | 77,3           |
| Ungültige Stimmen          | Ungültige Stimmen          | 1.570         | 1,0           | 1.476          | 0,9            |
| Gültige Stimmen            | Gültige Stimmen            | 162.923       | 100,0         | 163.017        | 100,0          |
| davon                      |                            |               |               |                |                |
| Kurt Bodewig               | SPD                        | 65.603        | 40,3          | 57.537         | 35,3           |
| Hermann Gröhe              | CDU                        | 77.781        | 47,7          | 65.763         | 40,3           |
| Bijan Djir-Sarai           | FDP                        | 5.994         | 3,7           | 18.411         | 11,3           |
| Ingo Kolmorgen             | GRÜNE                      | 5.111         | 3,1           | 9.806          | 6,0            |
| Roland Sperling            | Die Linke.                 | 5.464         | 3,4           | 6.484          | 4,0            |
|                            | REP                        | –             | –             | 550            | 0,3            |
|                            | Die Tierschutzpartei       | –             | –             | 786            | 0,5            |
| Willibrord Osmers          | NPD                        | 1.673         | 1,0           | 1.392          | 0,9            |
|                            | FAMILIE                    | –             | –             | 635            | 0,4            |
|                            | GRAUE                      | –             | –             | 648            | 0,4            |
|                            | PBC                        | –             | –             | 101            | 0,1            |
| Hans-Joachim Woitzik       | ZENTRUM                    | 1.297         | 0,8           | 577            | 0,4            |
|                            | BüSo                       | –             | –             | 44             | 0,0            |
|                            | Deutschland                | –             | –             | 144            | 0,1            |
|                            | MLPD                       | –             | –             | 67             | 0,0            |
|                            | PSG                        | –             | –             | 72             | 0,0            |

### Bundestagswahl 2002
| Gegenstand der Nachweisung         | Gegenstand der Nachweisung | Erst- stimmen | Erst- stimmen | Zweit- stimmen | Zweit- stimmen |
| Bewerber                           | Partei                     | Anzahl        | %             | Anzahl         | %              |
| ---------------------------------- | -------------------------- | ------------- | ------------- | -------------- | -------------- |
| Wahlberechtigte                    | Wahlberechtigte            | 210.801       | 100,0         | 210.801        | 100,0          |
| Wähler                             | Wähler                     | 169.036       | 80,2          | 169.036        | 80,2           |
| Ungültige Stimmen                  | Ungültige Stimmen          | 1.060         | 0,6           | 954            | 0,6            |
| Gültige Stimmen                    | Gültige Stimmen            | 167.976       | 100,0         | 168.082        | 100,0          |
| davon                              |                            |               |               |                |                |
| Kurt Bodewig                       | SPD                        | 75.169        | 44,7          | 64.901         | 38,6           |
| Hermann Gröhe                      | CDU                        | 73.250        | 43,6          | 67.931         | 40,4           |
| Wilhelm Rudolf Wolf                | FDP                        | 10.161        | 6,0           | 17.324         | 10,3           |
| Ingo Kolmorgen                     | GRÜNE                      | 5.874         | 3,5           | 11.806         | 7,0            |
| Bernhard Heinz Pickert-Goldenbogen | PDS                        | 1.512         | 0,9           | 1.611          | 1,0            |
|                                    | REP                        | –             | –             | 625            | 0,4            |
|                                    | GRAUE                      | –             | –             | 376            | 0,2            |
|                                    | Die Tierschutzpartei       | –             | –             | 532            | 0,3            |
|                                    | FAMILIE                    | –             | –             | 388            | 0,2            |
|                                    | NPD                        | –             | –             | 329            | 0,2            |
|                                    | PBC                        | –             | –             | 90             | 0,1            |
|                                    | ödp                        | –             | –             | 60             | 0,0            |
|                                    | CM                         | –             | –             | 58             | 0,0            |
|                                    | DIE FRAUEN                 | –             | –             | 191            | 0,1            |
|                                    | BüSo                       | –             | –             | 30             | 0,0            |
|                                    | Die Violetten              | –             | –             | 31             | 0,0            |
| Gerhard Woitzik                    | ZENTRUM                    | 671           | 0,4           | 386            | 0,2            |
|                                    | HP                         | –             | –             | 22             | 0,0            |
| Claus Meyer                        | Schill                     | 1.339         | 0,8           | 1.391          | 0,8            |

### Bundestagswahl 1998
| Gegenstand der Nachweisung | Gegenstand der Nachweisung | Erst- stimmen | Erst- stimmen | Zweit- stimmen | Zweit- stimmen |
| Bewerber                   | Partei                     | Anzahl        | %             | Anzahl         | %              |
| -------------------------- | -------------------------- | ------------- | ------------- | -------------- | -------------- |
| Wahlberechtigte            | Wahlberechtigte            | 151.921       | 100,0         | 151.921        | 100,0          |
| Wähler                     | Wähler                     | 126.778       | 83,4          | 126.778        | 83,4           |
| Ungültige Stimmen          | Ungültige Stimmen          | 1.471         | 1,2           | 1.271          | 1,0            |
| Gültige Stimmen            | Gültige Stimmen            | 125.307       | 100,0         | 125.507        | 100,0          |
| davon                      |                            |               |               |                |                |
| Anni Brandt-Elsweier       | SPD                        | 55.550        | 44,3          | 51.922         | 41,4           |
| Hermann Gröhe              | CDU                        | 57.558        | 45,9          | 49.948         | 39,8           |
| Hans-Hermann Berning       | F.D.P.                     | 3.307         | 2,6           | 10.074         | 8,0            |
| Michael Willi Klinkicht    | GRÜNE                      | 4.766         | 3,8           | 7.109          | 5,7            |
| Erik Penner                | PDS                        | 1.209         | 1,0           | 1.383          | 1,1            |
|                            | Deutschland                | –             | –             | 88             | 0,1            |
|                            | APPD                       | –             | –             | 106            | 0,1            |
|                            | BüSo                       | –             | –             | 18             | 0,0            |
|                            | BFB – Die Offensive        | –             | –             | 87             | 0,1            |
|                            | Chance 2000                | –             | –             | 63             | 0,1            |
|                            | CM                         | –             | –             | 66             | 0,1            |
|                            | DVU                        | –             | –             | 1.036          | 0,8            |
|                            | GRAUE                      | –             | –             | 467            | 0,4            |
| Karl Fuchs                 | REP                        | 1.703         | 1,4           | 1.354          | 1,1            |
|                            | FAMILIE                    | –             | –             | 332            | 0,3            |
|                            | DIE FRAUEN                 | –             | –             | 51             | 0,0            |
|                            | Pro DM                     | –             | –             | 672            | 0,5            |
|                            | MLPD                       | –             | –             | 6              | 0,0            |
|                            | Tierschutz                 | –             | –             | 338            | 0,3            |
|                            | NPD                        | –             | –             | 117            | 0,1            |
|                            | NATURGESETZ                | –             | –             | 63             | 0,1            |
|                            | ödp                        | –             | –             | 74             | 0,1            |
|                            | PBC                        | –             | –             | 36             | 0,0            |
|                            | Nichtwähler                | –             | –             | 87             | 0,1            |
|                            | PSG                        | –             | –             | 10             | 0,0            |
| Gerhard Woitzik            | ZENTRUM                    | 1.214         | 1,0           | –              | –              |

### Bundestagswahl 1994
| Gegenstand der Nachweisung | Gegenstand der Nachweisung | Erst- stimmen | Erst- stimmen | Zweit- stimmen | Zweit- stimmen |
| Bewerber                   | Partei                     | Anzahl        | %             | Anzahl         | %              |
| -------------------------- | -------------------------- | ------------- | ------------- | -------------- | -------------- |
| Wahlberechtigte            | Wahlberechtigte            | 151.198       | 100,0         | 151.198        | 100,0          |
| Wähler                     | Wähler                     | 123.295       | 81,5          | 123.295        | 81,5           |
| Ungültige Stimmen          | Ungültige Stimmen          | 2.115         | 1,7           | 2.161          | 1,8            |
| Gültige Stimmen            | Gültige Stimmen            | 121.180       | 100,0         | 121.134        | 100,0          |
| davon                      |                            |               |               |                |                |
| Anni Brandt-Elsweier       | SPD                        | 47.528        | 39,2          | 45.349         | 37,4           |
| Bertold Mathias Reinartz   | CDU                        | 59.968        | 49,5          | 53.077         | 43,8           |
| Heinrich Ernst Köppen      | F.D.P.                     | 3.500         | 2,9           | 9.997          | 8,3            |
| Robert Jordan              | GRÜNE                      | 6.114         | 5,0           | 7.715          | 6,4            |
| Joachim Jöcken             | REP                        | 1.454         | 1,2           | 1.502          | 1,2            |
| Thomas Schwindt            | PDS                        | 725           | 0,6           | 1.046          | 0,9            |
|                            | Solidarität                | –             | –             | 11             | 0,0            |
|                            | BSA                        | –             | –             | 10             | 0,0            |
|                            | CM                         | –             | –             | 62             | 0,1            |
| Adolf Robert Pamatat       | ZENTRUM                    | 805           | 0,7           | 589            | 0,5            |
| Daniel Schott              | DIE GRAUEN                 | 783           | 0,6           | 758            | 0,6            |
| Peter Heinrich Petersen    | NATURGESETZ                | 303           | 0,3           | 138            | 0,1            |
|                            | MLPD                       | –             | –             | 14             | 0,0            |
|                            | Die Tierschutzpartei       | –             | –             | 321            | 0,3            |
|                            | ÖDP                        | –             | –             | 269            | 0,2            |
|                            | PBC                        | –             | –             | 50             | 0,0            |
|                            | STATT Partei               | –             | –             | 226            | 0,2            |

### Bundestagswahl 1990
| Gegenstand der Nachweisung | Gegenstand der Nachweisung | Erst- stimmen | Erst- stimmen | Zweit- stimmen | Zweit- stimmen |
| Bewerber                   | Partei                     | Anzahl        | %             | Anzahl         | %              |
| -------------------------- | -------------------------- | ------------- | ------------- | -------------- | -------------- |
| Wahlberechtigte            | Wahlberechtigte            | 151.158       | 100,0         | 151.158        | 100,0          |
| Wähler                     | Wähler                     | 118.478       | 78,4          | 118.478        | 78,4           |
| Ungültige Stimmen          | Ungültige Stimmen          | 1.479         | 1,2           | 1.154          | 1,0            |
| Gültige Stimmen            | Gültige Stimmen            | 116.999       | 100,0         | 117.324        | 100,0          |
| davon                      |                            |               |               |                |                |
| Anni Brandt-Elsweier       | SPD                        | 43.873        | 37,5          | 41.835         | 35,7           |
| Bertold Reinartz           | CDU                        | 58.715        | 50,2          | 53.974         | 46,0           |
| Heinrich Ernst Köppen      | F.D.P.                     | 7.373         | 6,3           | 13.266         | 11,3           |
| Erhard Gustav Demmer       | GRÜNE                      | 5.432         | 4,6           | 4.503          | 3,8            |
|                            | CM                         | –             | –             | 119            | 0,1            |
|                            | DIE GRAUEN                 | –             | –             | 941            | 0,8            |
|                            | REP                        | –             | –             | 1.497          | 1,3            |
|                            | FRAUEN                     | –             | –             | 153            | 0,1            |
| Paul Küstner               | NPD                        | 1.026         | 0,9           | 425            | 0,4            |
| Walter Ewald Manteufel     | ÖDP                        | 580           | 0,5           | 304            | 0,3            |
|                            | PDS                        | –             | –             | 267            | 0,2            |
|                            | Patrioten                  | –             | –             | 17             | 0,0            |
|                            | VAA                        | –             | –             | 23             | 0,0            |

### Bundestagswahl 1949
|                    | Partei            | Anzahl  | %     |
| ------------------ | ----------------- | ------- | ----- |
| Wahlberechtigte    | Wahlberechtigte   | 129.691 | 100,0 |
| Wähler             | Wähler            | 104.518 | 80,6  |
| Ungültige Stimmen  | Ungültige Stimmen | 4.051   | 3,9   |
| Gültige Stimmen    | Gültige Stimmen   | 100.467 | 100,0 |
| davon              |                   |         |       |
|                    | SPD               | 29.253  | 29,1  |
| Richard Muckermann | CDU               | 47.487  | 47,3  |
|                    | FDP               | 6.539   | 6,5   |
|                    | KPD               | 5.109   | 5,1   |
|                    | ZENTRUM           | 9.945   | 9,9   |
|                    | DKP-DRP           | 1.267   | 1,3   |
|                    | RSF               | 337     | 0,3   |
|                    | RWVP              | 530     | 0,5   |